# نورث کیو
latitudeنورث کیوlongitudeنورث کیو
نورث کیو (به انگلیسی: North Cave) یک روستا در بریتانیا است که در شهرستان ریدینگ شرقی یورک‌شر واقع شده‌است.

## خصوصیات
نورث کیو ۱٬۶۶۷ نفر جمعیت دارد.